# Brian Levinson
Brian Levinson (Los Ángeles, California, 27 de octubre de 1982) es un actor estadounidense.

## Carrera
Trabajó en el cine y la televisión desde 1990 hasta 1997.
Su primera aparición en la televisión fue en la película Predator 2 en 1990. Más tarde apareció en la película Father and Scout, y en series de televisión como Hardball y Roseanne.
Su papel más conocido es Michael "Mikey" en la película Matilda en 1996. Su última aparición fue en "The Apology" episodio de la serie de televisión Seinfeld en 1997.

## Filmografía
| Año  | Título                         | Papel            | Notas |
| ---- | ------------------------------ | ---------------- | ----- |
| 1990 | Depredador 2                   | Brian            |       |
| 1991 | Shoot First: A Cop's Vengeance | Jimmy Dean       |       |
| 1994 | Father and Scout               | Brent            |       |
| 1996 | Matilda                        | Michael Wormwood |       |
| 1996 | Baby Face Nelson               | Pequeño Joey     |       |

## Series de televisión
| Año  | Título              | Papel     | Notas      |
| ---- | ------------------- | --------- | ---------- |
| 1992 | Roseanne            | Roseanne  | 1 episodio |
| 1993 | El principe del rap | Michael   | 1 episodio |
| 1993 | Phenom              | Scarecrow | 1 episodio |